# Monte Bastia
Il Monte Bastia, anticamente Monte Bastiglia, è un monte nel Veneto, nei pressi di Montecchia di Crosara (Verona), che traccia il confine con il comune di Cazzano di Tramigna. Il monte è famoso per i suoi importanti ritrovamenti risalenti al Neolitico e al Medioevo.

## Preistoria
Sono stati rinvenuti presso la cima del Monte Bastia reperti archeologici quali cocci e selci indicanti la presenza di un villaggio neolitico. Tali reperti sono conservati presso le scuole medie di Montecchia di Crosara.

## Medioevo
Il Monte Bastia offre un particolare dei resti della fortezza medievale sopra la quale si possono ancora toccare con mano le mura di una fortezza eretta dagli scaligeri per combattere i Visconti.